# Североамериканский дикобраз
Североамериканский дикобраз, или поркупин (также используется название «иглоше́рст») (лат. Erethizon dorsatum) — грызун семейства американских дикобразов, единственный представитель рода Erethizon.

## Внешний вид

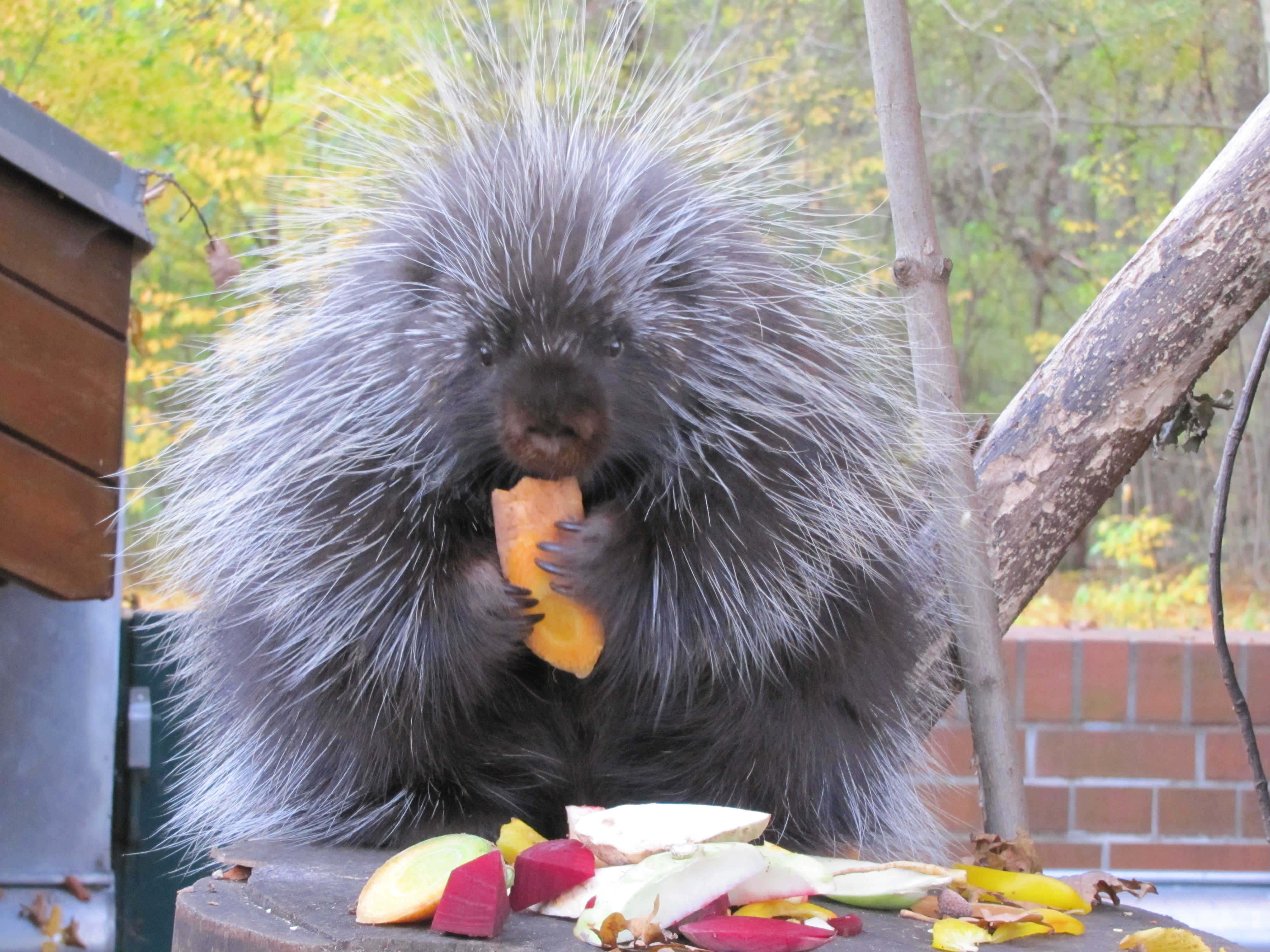
Североамериканский дикобраз

Североамериканский дикобраз — второй по величине грызун Северной Америки после бобра: длина его тела 60—90 см, толстый хвост до 30 см длиной; масса 5—14 кг. Тело с головы до хвоста покрыто желтовато-белыми зазубренными иглами (до 30 тысяч штук) с черными или коричневыми концами. Остевые волосы несколько длиннее игл. Контрастная черно-белая окраска должна предупреждать потенциальных нападающих об опасности.

## Образ жизни и питание
Североамериканский дикобраз распространен в лесных районах Северной Америки от Аляски до северной Мексики. Его можно встретить во множестве ландшафтов — от тундры до полупустыни, хотя предпочитает он хвойные и осиновые леса. В разных районах поркупины могут жить как преимущественно на деревьях, так и логовах, забираясь на деревья только для кормления. То, сколько времени они проводят на земле, зависит от количества хищников и плотности «съедобной» наземной растительности в районе. Образ жизни — преимущественно одиночный, хотя зимой поркупины порой селятся по нескольку особей в одном убежище и кормятся группами до 20 особей. Активен он круглый год, по ночам.
Питается всеми видами растительной пищи — корой, желудями и орехами, молодыми листьями, травами и, особенно охотно, яблоками. Часто по нескольку дней грызет одно и то же дерево (например, сахарный клён). Очень любит соль.
Североамериканский дикобраз обладает очень своеобразной системой защиты. В случае опасности он в первую очередь стремится забраться на дерево. Если это невозможно, североамериканский дикобраз принимает защитную позу — угрожающе поднимает иглы и начинает бить из стороны в сторону своим мощным и крепким хвостом, одновременно щелкая зубами. Поднявшиеся иглы сидят непрочно — это позволяет дикобразу быстро освободиться, если хищник всё-таки нападет. Лишь немногие хищники рискуют «связываться» с дикобразом; в первую очередь на него охотятся илька, росомаха и пума. Они, атакуя дикобраза, стремятся опрокинуть его на спину, чтобы вцепиться в его незащищённое брюхо.
Иглы поркупина покрыты специфическими жирными кислотами, причём их концентрация летом выше, чем зимой. Примерно половину составляет пальмитиновая кислота, другие компоненты включают пальмитолеиновую, изопальмитиновую, олеиновую; на ещё 10 компонентов приходится около 5% массы фракции. Все они обладают бактерицидным свойством. Вероятнее всего, это связано с тем, что зверь очень любит лазать по деревьям, и, случается, может упасть и получить серьёзные ранения от своего же собственного оружия. Бактерицидная смазка, таким образом, защищает его от инфекций в подобных случаях.

## Размножение
Брачный сезон в октябре-ноябре. Самки в это время издают высокие, фальцетные звуки, подзывая самцов. Дикобразы полигамны, самец по очереди спаривается с несколькими самками. После 210 дней беременности, в апреле-июне самка рождает единственного детеныша — хорошо развитого, зрячего и крупного. Масса новорожденного 400-500 г. Через полчаса после рождения иглы у него твердеют. Он с первого дня жизни следует за матерью и хорошо проявляет все типичные защитные реакции. Кормление молоком повторяется часто. При кормлении самка садится, опираясь на ляжки и хвост. Самка и детёныш встречаются обычно только ночью, днём он прячется на земле, пока она спит на дереве. Самостоятельным детёныш становится на 5-й месяц. Половой зрелости самки достигают на 25-й, самцы — на 29-й месяц.
Живёт дикобраз до 18 лет, но в природе в среднем до 6 лет, из-за стачивания зубов.

## Хозяйственное значение
Заметного вреда животное не приносит. Обгладывает кору деревьев, в том числе некоторых фруктовых и декоративных. В поисках соли зимой выбирается на дороги, посыпанные антиобледенительной солью; может грызть оставленные без присмотра инструменты с деревянными ручками, лодочные весла, седла, автомобильные шины.
Американские индейцы употребляли мясо дикобраза в пищу, а иглы использовали для украшения охотничьих сумок, мокасин и других изделий.